# Ichirō Mizuki
Ichirō Mizuki (水木一郎 Mizuki Ichirou), născut Toshio Hayakawa (早川俊夫 Hayakawa Toshio, n. 7 ianuarie 1948, Setagaya, Tōkyō, Japonia – d. 6 decembrie 2022, Tōkyō, Japonia) a fost un cântăreț, compozitor și actor japonez, care interpretează numeroase cântece devenite teme ale unor serii de anime și tokusatsu. Cunoscut frecvent ca Aniking sau Împăratul cântecelor anime.
A debutat în 1968 cu melodia Kimi ni sasageru Boku no Uta compus de Kanae Wada. Ulterior, el începe a cânta cântece-teme din anime și tokusatsu.  Primul lui cântec-temă, Genshi Shounen Ryuu ga Yuku, a fost lansat la data de 1971 ca acest cântec-temă din seria anime a lui Shotaro Ishinomori - Genshi Shounen Ryuu.
În anul 2000 a format grupul rock JAM Project cu Hironobu Kageyama, Masaaki Endou, Rica Matsumoto și Eizo Sakamoto.

## Discografie

### Albume
- 1989: OTAKEBI Sanjou! Hoeru Otoko Ichiro Mizuki Best (OTAKEBI参上!吠える男 水木一郎ベスト)
- 1990: Ichiro Mizuki OTAKEBI 2 (水木一郎 OTAKEBI2)
- 1990: Ichiro Mizuki All Hits Vol.1 (水木一郎 大全集Vol.1)
- 1991: Ichiro Mizuki All Hits Vol.2 (水木一郎 大全集Vol.2)
- 1991: Ichiro Mizuki Ballade Collection ~SASAYAKI~ Vol.1 (水木一郎バラード・コレクション~SASAYAKI~Vol.1)
- 1991: Ichiro Mizuki All Hits Vol.3 (水木一郎 大全集Vol.3)
- 1992: Ichiro Mizuki All Hits Vol.4 (水木一郎 大全集Vol.4)
- 1992: Ichiro Mizuki All Hits Vol.5 (水木一郎 大全集Vol.5)
- 1993: Dear Friend
- 1994: Ichiro Mizuki no Tanoshii Asobi Uta (水木一郎のたのしいあそびうた)
- 1995: Ichiro Mizuki Best & Best (水木一郎 ベスト&ベスト)
- 1997: ROBONATION Ichiro Mizuki Super Robot Complete (ROBONATION 水木一郎スーパーロボットコンプリート)
- 1998: Neppuu Densetsu (熱風伝説)
- 1999: Neppuu Gaiden -Romantic Master Pieces- (熱風外伝-Romantic Master Pieces-)
- 2001: Aniki Jishin ~30th Anniversary BEST~ (アニキ自身~30th Anniversary BEST~)
- 2004: Ichiro Mizuki Best of Aniking -Red Spirits- (水木一郎 ベスト・オブ・アニキング -赤の魂-)
- 2004: Ichiro Mizuki Best of Aniking -Blue Spirits- (水木一郎 ベスト・オブ・アニキング -青の魂-)

### Singles
- 1968 - Kimi ni sasageru Boku no Uta (君にささげる僕の歌)
- 1970 - Dare mo inai Umi (誰もいない海)
- 1990 - Natsukashi Kutte Hero ~I'll Never Forget You!~ (懐かしくってヒーロー~I'll Never Forget You!~)
- 1992 - Natsukashi Kutte Hero PartII ~We'll Be Together Forever!~ (懐かしくってヒーロー・PartII~We'll Be Together Forever!~)
- 1994 - SEISHUN FOR YOU ~Seishun no Uta~ (SEISHUN FOR YOU~青春の詩~)
- 1997 - 221B Senki Single Version (221B戦記 シングルバージョン)
- 1999 - Golden Rule ~Kimi wa mada Maketenai!~ (Golden Rule~君はまだ負けてない!~) / Miage te goran Yoru no Hoshi wo (見上げてごらん夜の星を)

## Cântec temă

### Anime
- Genshi Shounen Ryuu ga Yuku (原始少年リュウが行く) (Deschizătură Geshi Shounen Rju)
- Mazinger Z (マジンガーZ) (Deschizătură Mazinger Z)
- Bokura no Mazinger Z (ぼくらのマジンガーZ) (Deznodământ Mazinger Z)
- Babel Nisei (バビル2世) (Deschizătură Babel II)
- Seigi no Chou Nouryoku Shounen (正義の超能力少年) (Deznodământ Babel II)
- Ore wa Great Mazinger (おれはグレートマジンガー) (Deschizătură Great Mazinger)
- Yuusha wa Mazinger (勇者はマジンガー) (Deznodământ Great Mazinger)
- Tekkaman no Uta (テッカマンの歌) (Deschizătură Tekkaman: The Space Knight)
- Space Knights no Uta (スペースナイツの歌) (Deznodământ Tekkaman: The Space Knight)
- Koutetsu Jeeg no Uta (鋼鉄ジーグのうた) (Deschizătură Steel Jeeg)
- Hiroshi no Theme (ひろしのテーマ) (Deznodământ Steel Jeeg)
- Combattler V no Theme (コン・バトラーVのテーマ) (Deschizătură Combattler V)
- Yuke! Combattler V (行け!コン・バトラーV) (Deznodământ Combattler V)
- Tatakae! Gakeen (たたかえ!ガ・キーン) (Deschizătură Magne Robo Gakeen, cu Mitsuko Horie)
- Takeru to Mai no Uta (猛と舞のうた) (Deznodământ Magne Robo Gakeen, cu Mitsuko Horie)
- Try Attack! Mechander Robo (トライアタック!メカンダーロボ) (Deschizătură Mechander Robo)
- Sasurai no Hoshi Jimmy Orion (さすらいの星 ジミーオリオン) (Deznodământ Mechander Robo)
- Hyouga Senshi Guyslugger (氷河戦士ガイスラッガー) (Deschizătură Hyouga Senshi Guyslugger)
- Chichi wo Motomete (父をもとめて) (Deznodământ Voltes V)
- Choujin Sentai Baratack (超人戦隊バラタック) (Deschizătură Baratack)
- Grand Prix no Taka (グランプリの鷹) (Deschizătură Arrow Emblem Grand Prix no Taka)
- Laser Blues (レーサーブルース) (Deznodământ Arrow Emblem Grand Prix no Taka)
- Captain Harlock (キャプテンハーロック) (Deschizătură Captain Harlock)
- Warera no Tabidachi (われらの旅立ち) (Deznodământ Captain Harlock)
- Lupin Sansei Ai no Theme (ルパン三世愛のテーマ) (Deznodământ Lupin III)
- Tatakae! Golion (斗え!ゴライオン) (Deschizătură Golion)
- Gonin de Hitotsu (五人でひとつ) (Deznodământ Golion)
- Game Center Arashi (ゲームセンターあらし) (Deschizătură Game Center Arashi)
- Mawari Himawari Hero Hero-kun (まわりひまわりへろへろくん) (Deschizătură Hero Hero-kun)
- SOULTAKER (Deschizătură The SoulTaker, cu JAM Project)
- Sangou no Hitsugi (塹壕の棺) (Deznodământ  și deschizătură  (episod 13) Godannar, cu Mitsuko Horie)
- ENGAGE!!! Godannar (ENGAGE!!!ゴーダンナー) (Deschizătură Godannar (sezon 2), cu Mitsuko Horie)
- STORMBRINGER (Deschizătură Koutetsushin Jeeg, ca parte JAM Project)

### OVA
- CROSS FIGHT! (Deschizătură Dangaioh, cu Mitsuko Horie)
- Ima ga sono Toki da (今がその時だ) (Prima deschizătură Change!! Getter Robo)
- Dare ka ga Kaze no Naka de (誰かが風の中で) (Deznodământ Tenamonya Voyagers)
- STORM (Deschizătură Shin Getter Robo vs. Neo Getter Robo, cu Hironobu Kageyama)
- Mazinger Sanka (マジンガー讃歌) (Cântec insera Mazinkaiser)
- Mazinkaiser no Theme (マジンカイザーのテーマ) (Cântec insera Mazinkaiser)
- TORNADO (Deznodământ Mazinkaiser, ca parte JAM Project)

### Jocuri video
- Double Impact (ダブル・インパクト) (Cântec temă Ganbare Goemon ~Neo Momoyama Bakufu no Odori~)
- Ara buru Damashii (荒ぶる魂+α) (Cântec imagine Super Robot Wars Alpha)
- STEEL SOUL FOR YOU (Cântec imagine Super Robot Wars Alpha, cu Hironobu Kageyama)
- Tomo yo ~Super Robot Wars Alpha~ (戦友よ。~SUPER ROBOT WARS α~) (Cântec imagine Super Robot Wars Alpha)
- Wa ni Teki Nashi (我ニ敵ナシ) (Cântec imagine Super Robot Wars Alpha)
- Denkou Sekka Volder (電光石火ヴォルダー) (Cântec temă Tatsunoko Fight)
- Gattai! Donranger Robo (合体!ドンレンジャーロボ) (Cântec insera Taiko no Tatsujin: Tobikkiri! Anime Special)
- Kitto Motto Zutto (きっと もっと ずっと) (Cântec insera Taiko no Tatsujin: Tobikkiri! Anime Special, cu Mitsuko Horie și Hironobu Kageyama)
- Hibike! Taiko no Tatsujin (響け!太鼓の達人) (Cântec insera Taiko no Tatsujin: Tobikkiri! Anime Special, cu Mitsuko Horie și Hironobu Kageyama)

### Tokusatsu
- Bokura no Barom One (ぼくらのバロム1) (Deschizătură Barom One)
- Yuujou no Barom Cross (友情のバロム・クロス) (Deznodământ Barom One)
- Arashi yo Sakebe (嵐よ叫べ) (Deschizătură Henshin Ninja Arashi)
- Warera wa Ninja (われらは忍者) (Deznodământ Henshin Ninja Arashi)
- Hakaider no Uta (ハカイダーの歌) (Cântec insera Android Kikaider)
- Saburou no Theme (三郎のテーマ) (Cântec insera Android Kikaider)
- Shounen Kamen Rider Tai no Uta (少年仮面ライダー隊の歌) (Prima deznodământ Kamen Rider V3)
- Robot Keiji (ロボット刑事) (Deschizătură Robot Keiji)
- Susume Robot Keiji (進めロボット刑事) (Deznodământ Robot Keiji)
- Shiro Shishi Kamen no Uta (白獅子仮面の歌) (Deschizătură Shiro Shishi Kamen)
- Chest! Chest! Inazuman (チェスト!チェスト!イナズマン) (Deznodământ Inazuman)
- Setup! Kamen Rider X (セタップ!仮面ライダーX) (Deschizătură Kamen Rider X)
- Ore wa X Kaizorg (おれはXカイゾーグ) (Deznodământ Kamen Rider X)
- Inazuman Action (イナズマン・アクション) (Deznodământ Inazuman F)
- Ganbare Robocon (がんばれロボコン) (Prima deschizătură Ganbare!! Robocon)
- Oira Robocon Robot dai! (おいらロボコンロボットだい!) (Doua deschizătură Ganbare!! Robocon)
- Oira Robocon Sekai Ichi (おいらロボコン世界一) (Prima deznodământ Ganbare!! Robocon)
- Robocon Ondou (ロボコン音頭) (Doua deznodământ Ganbare!! Robocon)
- Hashire!! Robcon Undoukai (走れ!!ロボコン運動会) (Treia deznodământ Ganbare!! Robocon)
- Robocon Gattsuracon (ロボコン ガッツラコン) (Patra deznodământ Ganbare!! Robocon)
- Bouken Rockbat (冒険ロックバット) (Deschizătură Bouken Rockbat)
- Tetsu no Prince Blazer (鉄のプリンス・ブレイザー) (Deznodământ Bouken Rockbat)
- Kamen Rider Stronger no Uta (仮面ライダーストロンガーのうた) (Deschizătură Kamen Rider Stronger)
- Kyou mo Tatakau Stronger (きょうもたたかうストロンガー) (Doua deznodământ Kamen Rider Stronger, cu Mitsuko Horie)
- Stronger Action (ストロンガーアクション) (Treia deznodământ Kamen Rider Stronger, cu Mitsuko Horie)
- Yukuzo! BD7 (行くぞ!BD7) (Deschizătură Shounen Tantei Dan)
- Shounen Tantei Dan no Uta (少年探偵団のうた) (Deznodământ Shounen Tantei Dan)
- Shouri da! Akumaizer 3 (勝利だ!アクマイザー3) (Deschizătură Akumaizer 3)
- Susume Zaiderbeck (すすめザイダベック) (Deznodământ Akumaizer 3)
- Kagayaku Taiyou Kagestar (輝く太陽カゲスター) (Deschizătură The Kagestar)
- Star! Star! Kagestar (スター!スター!カゲスター) (Deznodământ The Kagestar)
- Tatakae! Ninja Captor (斗え!忍者キャプター) (Deschizătură Ninja Captor, cu Mitsuko Horie)
- Oozora no Captor (大空のキャプター) (Deznodământ Ninja Captor, cu Mitsuko Horie)
- Jigoku no Zubat (地獄のズバット) (Deschizătură Kaiketsu Zubat)
- Otoko wa Hitori Michi wo Yuku (男はひとり道をゆく) (Deznodământ Kaiketsu Zubat)
- Oh!! Daitetsujin One Seven (オー!!大鉄人ワンセブン) (Deschizătură Daitetsujin 17)
- One Seven Sanka (ワンセブン讃歌) (Deznodământ Daitetsujin 17)
- Kyouryuu Sentai Koseidon (恐竜戦隊コセイドン) (Deschizătură Kyouryuu Sentai Koseidon)
- Koseidon March (コセイドンマーチ) (Deznodământ Kyouryuu Sentai Koseidon)
- Battle Fever Sanka (バトルフィーバー讃歌) (Cântec insera Battle Fever J)
- Battle Fever Dai Shutsugeki (バトルフィーバー大出撃) (Cântec insera Battle Fever J)
- Yuke! Yuke! Megaloman (行け!行け!メガロマン) (Deschizătură Megaloman)
- Waga Kokoro no Rozetta Hoshi (我が心のロゼッタ星) (Deznodământ Megaloman)
- Moero! Kamen Rider (燃えろ!仮面ライダー) (Prima deschizătură Kamen Rider (Skyrider))
- Otoko no Na wa Kamen Rider (男の名は仮面ライダー) (Doua deschizătură Kamen Rider (Skyrider))
- Haruka naru Ai ni Kakete (はるかなる愛にかけて) (Prima deznodământ Kamen Rider (Skyrider))
- Kagayake! 8-Nin Rider (輝け!8人ライダー) (Doua deznodământ Kamen Rider (Skyrider))
- Junior Rider Tai no Uta (ジュニアライダー隊の歌) (Doua deznodământ Kamen Rider Super 1)
- Ashita ga Arusa (あしたがあるさ) (Cântec insera Taiyou Sentai Sun Vulcan)
- Umi ga Yondeiru (海が呼んでいる) (Cântec insera Taiyou Sentai Sun Vulcan)
- Kagayake! Sun Vulcan (輝け!サンバルカン) (Cântec insera Taiyou Sentai Sun Vulcan)
- Kimi wa Panther (君はパンサー) (Cântec insera Taiyou Sentai Sun Vulcan)
- Taiyou March (太陽マーチ) (Cântec insera Taiyou Sentai Sun Vulcan)
- Andro Melos (アンドロメロス) (Deschizătură Andro Melos)
- Kaette Koiyo Andro Melos (帰ってこいよアンドロメロス) (Deznodământ Andro Melos)
- Jikuu Senshi Spielvan (時空戦士スピルバン) (Deschizătură Jikuu Senshi Spielvan)
- Kimi on Nakama da Spielvan (君の仲間だスピルバン) (Prima deznodământ Jikuu Senshi Spielvan)
- Kesshou da! Spielvan (結晶だ!スピルバン) (Doua deznodământ Jikuu Senshi Spielvan)
- Time Limit (タイムリミット) (Deznodământ Choujinki Metalder)
- Eien no Tameni Kimi no Tameni (永遠のために君のために) (Cântec insera Kamen Rider BLACK RX)
- Just Gigastreamer (ジャスト・ギガストリーマー) (Cântec insera Tokkei Winspector)
- Yuusha Winspector (勇者ウインスペクター) (Cântec insera Tokkei Winspector)
- Yume mo Hitotsu no Nakama-Tachi (夢もひとつの仲間たち) (Cântec insera Tokkei Winspector)
- Hoero! Voicelugger (ほえろ!ボイスラッガー) (Deschizătură Voicelugger)
- Samba de Gaoren (サンバ de ガオレン) (Cântec insera Hyakujuu Sentai Gaoranger)
- Hyakujuu Gattai! Gaoking (百獣合体!ガオキング) (Cântec insera Hyakujuu Sentai Gaoranger)
- Tao (道) (Deznodământ Juuken Sentai Gekiranger)

## Rol
Anime
- Koraru no Tanken - Rat Hector
- Space Carrier Blue Noah - Gruppenkommandeur
- Dangaioh (OVA) - Yoldo
- Happy Lucky Bikkuriman - La☆Keen

Tokusatsu
- Jikuu Senshi Spielvan - Dr. Ben
- Voicelugger - Voicelugger Gold
- Chou Ninja Tai Inazuma!! SPARK - Shouryuusai Mizuki

Jocuri video
- Super Robot Wars Alpha 3 - Keisar Ephes

## Literatură
- Hitoshi Hasebe: "Anison - Kashu Ichiro Mizuki Sanjuu Shuunen Kinen Nekketsu Shashinshuu" (兄尊(アニソン)―歌手水木一郎三十周年記念熱血写真集) (1999, Oakla Publishing) ISBN 4-8727-8461-8
- Ichiro Mizuki & Project Ichiro: "Aniki Damashii ~Anime Song no Teiou / Mizuki Ichirou no Sho~" (アニキ魂~アニメソングの帝王・水木一郎の書~) (2000, Aspect) ISBN 4-7572-0719-0